# Kamakiriad
Kamakiriad är ett musikalbum från 1993 och är det andra soloalbumet av amerikanske musikern Donald Fagen. Medverkar gör musiker som Walter Becker, Jojje Wadenius, Cornelius Bumpus och Randy Brecker.
Albumet fick mycket hyllningar av kritiker men sålde ändå inte lika mycket som sin föregångare The Nightfly från 1982

## Låtlista
1. "Trans-Island Skyway" (Fagen) – 6:30
2. "Countermoon" (Fagen) – 5:05
3. "Springtime" (Fagen) – 5:06
4. "Snowbound" (Becker, Fagen) – 7:08
5. "Tomorrow's Girls" (Fagen) – 6:17
6. "Florida Room" (Fagen, Titus) – 6:02
7. "On the Dunes" (Fagen) – 8:07
8. "Teahouse on the Tracks" (Fagen) – 6:09

## Musiker
- Donald Fagen - piano, keyboard, sång
- Walter Becker - bas, gitarr
- Georg "Jojje" Wadenius - gitarr
- Randy Brecker - trumpet, flygelhorn
- Paul Griffin - Hammondorgel
- Birch Johnson - trombon
- Jim Pugh - trombon
- Alan Rubin - trumpet, flygelhorn
- Lou Marini - klarinett, flöjt, altsaxofon
- Tim Ries - tenorsaxofon
- Cornelius Bumpus - tenorsaxofon
- David Tofani - flöjt, tenorsaxofon
- Lawrence Feldman - flöjt, tenorsaxofon
- Illinois Elohainu - tenorsaxofon (en fiktiv musiker, egentligen spelar Fagen själv en saxsample på en synth)
- Roger Rosenberg - baritonsaxofon
- Ronnie Cuber - barytonsaxofon
- Leroy Clouden - slagverk, trummor
- Dennis McDermott - trummor
- Christopher Parker - trummor
- Bashiri Johnson - slagverk
- Angela Clemmons-Patrick - körsång
- Catherine Russell - körsång
- Dian Sorel - körsång
- Fonzi Thornton - körsång
- Mindy Joslyn - körsång
- Brenda King - körsång
- Curtis King - körsång
- Jenni Muldaur - körsång
- Amy Helm - körsång
- Diane Garisto - körsång
- Frank "Harmonica Frank" Floyd - körsång